# Torre del Telègraf de la Tossa
La Torre del Telègraf de la Tossa és una torre de telegrafia òptica dalt un monticle pròxim al nucli de població de Salou (el Tarragonès). És de planta quadrangular, amb la base atalussada, on s'obren algunes espitlleres. L'obra és de maçoneria i exteriorment està arrebossada. Construïda cap al 1951, formava part de la línia de telegrafia òptica civil de Madrid a Barcelona, essent la torre anterior la torre de l'Esquirol, a Cambrils, i la següent la torre de Pilats, a Tarragona. Està declarada bé cultural d'interès nacional per decret de 22 d'abril de 1949.
Conserva les quatre parets, sense que hagi rebut cap manteniment en els darrers anys. Està situada dins del recinte d'un camp de golf, pel que el seu accés és restringit.